# 수직 감염
공생자의 수직 감염(垂直感染, vertical transmission)은 부모로부터 미생물 공생자가 직접 자식에게 전달되는 것이다. 수많은 후생동물종들은 상리 공생, 편리 공생, 기생 역할을 하는 공생세균을 전달한다. 공생자는 수평, 수직, 또는 이 둘이 혼재된 감염을 통해 숙주에 의해 획득된다.